# Pau (cònsol 496)
Flavi Pau (en grec: Παῦλος; fl. 496) va ser un polític de l'Imperi Romà d'Orient.

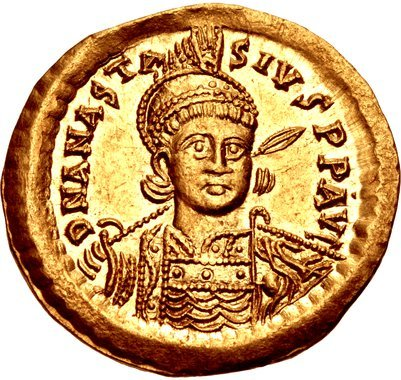
Sòlid d'Anastasi I, germà de Pau.

## Família
Pau era germà de l'emperador Anastasi I. La seva família era il·líria. Era oncle de Hipaci i Pompeu, dos usurpadors durant Justinià I.

## Vida
L'any 496 va ser nomenat cònsol sense col·lega. Es va casar amb Magna i van tenir dos fills: un fill, Probe, cònsol l'any 502, i una filla, Irene, que es va casar amb Olibri, membre de la dinastia teodosiana, i nét de l'emperador Anici Olibri.